# كأس هولندا 1994–95
كأس هولندا 1994–95 (بالهولندية: KNVB beker 1994/95)‏ هو الموسم 77 من كأس هولندا. أشرف على تنظيمه الاتحاد الملكي الهولندي لكرة القدم، وكان عدد الأندية المشاركة فيه 83، وفاز فيه فاينورد.